# 约纳斯·内蒂宁
约纳斯·内蒂宁（芬蘭語：Joonas Nättinen，1991年1月3日—），芬兰男子冰球运动员，场上位置是前锋。他曾代表芬兰参加2022年冬季奥林匹克运动会冰球比赛，获得一枚金牌。